# Hooge Hus
Das Hooge Hus ist ein spätmittelalterlicher, ostfriesischer Häuptlingssitz im Stadtteil Wolthusen der niedersächsischen Stadt Emden in Ostfriesland.

## Geschichte
In Wolthusen wurde vermutlich in der zweiten Hälfte des 14. Jahrhunderts von den Nachkommen des Aildo Wiarda, eines 1325 in Uphusen sitzenden Richters des Rheiderlands, eine Burg errichtet. Die namentlich nicht bekannte Urenkelin Aildos heiratete Haiko II. Abdena, Häuptling von Faldern. Ihr Sohn Wiard von Uphusen (ca. 1407–1461) vereinigte Up- und Wolthusen zu einer Herrlichkeit und war einer der mächtigsten Häuptlinge des Emsigerlandes. Zwischen 1410 und 1413 wurde die Burg in den Kämpfen zwischen den Abdena und den tom Brok durch Keno II. tom Brok zerstört. In der Mitte des 15. Jahrhunderts brachte Okka, die Tochter Wiards, ihren Erbteil an der Herrlichkeit Wolthusen in ihre Ehe mit dem Häuptling Snelger Houwerda mit ein. 1596 verkauften die Houwerda die Herrlichkeit Wolthusen an die Stadt Emden, die endgültige Besitzübertragung erfolgte aber wegen eines anhaftenden Nießbrauchrechts erst 1636. Zu Beginn des 17. Jahrhunderts errichteten sie zudem noch das „Hooge Hus“ als repräsentativen Herrensitz. Genutzt wurde es allerdings als Gaststätte. Nach 1748 wechselten häufig die Besitzer des Hauses, seit 1877 befindet sich das Haus schließlich in den Händen der Familie Fresemann.

## Beschreibung

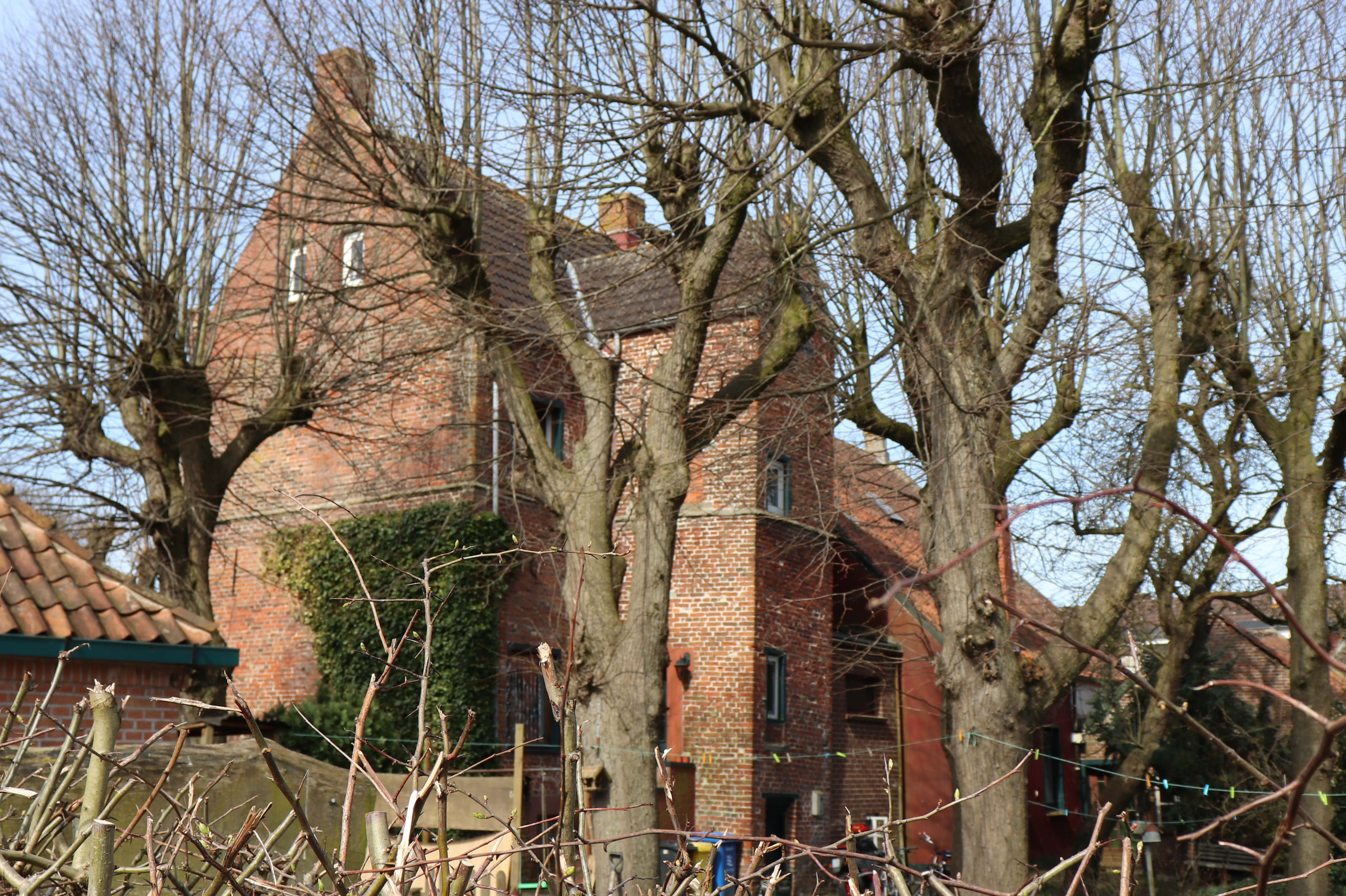
Das Hooge Hus von Südosten

Über das Aussehen der ersten Burg aus der zweiten Hälfte des 14. Jahrhunderts ist nichts bekannt. Das Hooge Hus wurde zwischen 1610 und 1630 errichtet und ist ein zweigeschossiger Steinbau mit eingeschossigem Anbau. Auf dem Balken über seiner Eingangstür soll früher die Jahreszahl 1445 zu lesen gewesen sein. Es ist bisher nicht erforscht worden, ob das „Hooge Hus“ Teile der ersten Burg integriert oder einen völligen Neubau darstellt.